# Agata Yi Kyŏng-i
Św. Agata Yi Kyŏng-i (ko. 이경이 아가다) (ur. 1814 w Korei, zm. 31 stycznia 1840) – święta Kościoła katolickiego, męczennica.
Agata Yi Kyŏng-i urodziła się w rodzinie katolickiej. Podczas prześladowań katolików została aresztowana 17 lipca 1839 roku razem z Agatą Kwŏn Chin-i. Uciekły dzięki pomocy litującego się nad nimi policjanta. Jednak w niedługim czasie obie trafiły do więzienia. Pomimo tortur Agata Yi Kyŏng-i nie wyrzekła się wiary. Została ścięta razem z 5 innymi katolikami (Augustynem Pak Chong-wŏn, Piotrem Hong Pyŏng-ju, Magdaleną Son Sŏ-byok, Marią Yi In-dŏk i Agatą Kwŏn Chin-i) 31 stycznia 1840 roku.
Dzień jej wspomnienia przypada 20 września (w grupie 103 męczenników koreańskich).
Beatyfikowana 5 lipca 1925 roku przez papieża Piusa XI, kanonizowana 6 maja 1984 roku w Seulu przez Jana Pawła II w grupie 103 męczenników koreańskich.